# Nesofili
Nesofili (av grekiska νήσος, nesos, "ö", och φιλία, philia, "kärlek", "vänskap") är en beteckning för ett starkt intresse eller fascination för öar. En person med detta intresse kallas för nesofil.
Ordet har i Sverige blivit känt genom läkaren och författaren Anders Källgård, men förekommer även i fransk litteratur.